# Saulius Jakimavičius
Saulius Jakimavičius (ur. 5 lipca 1973 w Kownie) – litewski polityk. Poseł na Sejm Republiki Litewskiej.
Uczył się w kowieńskiej szkole zawodowej. Uzyskał specjalizację z mechaniki filmowej. Później studiował w Kowieńskim Liceum Policyjnym w Ministerstwie Spraw Wewnętrznych Republiki Litewskiej. Po ukończeniu studiów rozpoczął studia prawnicze na Litwie. W 2007 roku na Uniwersytecie Michała Römera ukończył studia humanistyczne i uzyskał tytuł magistra prawa.
W latach 1995–2007 pracował w komisariacie policji okręgowej w Kownie. Za rzetelną i wzorową służbę został przydzielony do Policji Kryminalnej, a następnie do Wydziału Śledczego ds. Zorganizowanej Przestępczości. Zrezygnował z pracy w 2004 roku i założył swoją firmę Jaruge UAB w 2006 roku. W 2014 roku rozpoczął pracę jako zastępca szefa Ministerstwa Rolnictwa Republiki Litewskiej. W lipcu 2014 roku został mianowany doradcą Ministra Rolnictwa Republiki Litewskiej. Od marca 2016 roku był przedstawicielem Wiceminister Ministerstwa Rolnictwa Republiki Litewskiej. 
W 2005 roku został Członkiem Partii Pracy, a od 2008 roku przewodniczącym tej partii. Za wzorową służbę otrzymał od Ministerstwa Spraw Wewnętrznych okolicznościowe ordery „Tevynes labui". Stale wspiera i aktywnie uczestniczy w wydarzeniach organizowanych przez organizacje młodzieżowe i społeczności lokalne. Doradza mieszkańcom w kwestiach prawnych i rolnych.
Wybrany z ramienia Partii Pracy (Litwa) w wyborach uzupełniających do Sejmu. Od 14 września 2016 członek Sejmu Republiki Litewskiej. Zastąpił Vytautasa Gapšysa.